# Новая сложность
Новая сложность (англ. New Complexity) — условно выделяемое направление в европейской (позже — американской) академической музыке с середины 1970-х годов, культивирующее сложность в аспектах техники композиции, особенностей исполнительской техники и нотации, и как следствие этого — в аспекте восприятия данной музыки. Лидером и основоположником направления считается английский композитор Брайан Фернихоу, а ведущими представителями направления — английская «школа» композиторов «новой сложности». Автор термина «новая сложность» — австралийский музыковед Ричард Туп.

## Из истории направления
Отчётливые стилистические черты, свойственные музыке этого направления, впервые проявились ещё в 1970-е годы в творчестве английского композитора Брайана Фернихоу, когда ещё не было ни признаков вырисовывающегося направления, ни тем более термина, его обозначающего. Именно личность Фернихоу повлияла на распространение идей, связанных с концептуальным и практическим формированием направления новой сложности. Позже общественная и педагогическая деятельность Фернихоу на Дармштадтских летних курсах Новой музыки (особенно в 1982 и 1996 годах) осветит сущность молодого направления в наиболее новаторски настроенных европейских композиторских кругах, что получит одобрение с их стороны. К середине 1990-х годов возрастает число приверженцев новой сложности в музыке, а географический круг направления распространяется за пределы Великобритании не только в некоторые другие европейские страны (Германия, Швейцария, Франция), но и приобретает последователей в США и Австралии.

## Сотрудничество с исполнителями
Большое значение в развитии направления, особенно в связи с исполнительской сложностью данной музыки, является сотрудничество композиторов с музыкантами-исполнителями.
Первоначально это были ансамбли Suoraan и Exposé. Огромное значение для развития и распространение направления сыграло исполнительское творчество композитора и пианиста Майкла Финнисси. Кроме того, вклад в распространение музыки направления «новая сложность» внесли флейтист Нэнси Раффер, гобоист Кристофер Редгейт, кларнетисты Карл Росман и Майкл Норсуорти, пианисты Джеймс Клаппертон, Николас Ходжес, Марк Кноп, Мэрилин Нонкен, Марк Гассер и Ян Пейс, струнный «Квартет Ардитти», скрипачка Миеко Канно, виолончелисты Франклин Кокс, Арне Дефорс, Фридрих Гауверки. Среди ансамблей это упомянутые Exposé и Suoraan (США), а также такие коллективы, как Thallein, Ensemble 21, Noise (США), SurPlus (Германия) и ELISION Ensemble. Произведения Брайана Фернихоу и Джеймса Диллона были взяты в репертуар большого круга европейских ансамблей, таких как Recherche, Accroche-Note, Nieuw Ensemble, SurPlus и Contrechamps.

## Композиторы
Великобритания
- Брайан Фернихоу (1943)
- Майкл Финнисси (1946)
- Джеймс Диллон (1950)
- Джеймс Эрбер (1951)
- Крис Денч
- Ричард Барретт (1959)
- Джеймс Кларк (1957)
- Роджер Редгейт

Германия
- Клаус Штефен Манкопф (1962)

Швейцария
- Рене Вольхаузер (1954)

Франция
- Жоэль Франсуа Дюран (1954)
- Марк Андре (1964)

США
- Франклин Кокс (1961)
- Джейсон Экардт (1971)
- Аарон Кессиди (1976)